# West Seattle Bridge
Le West Seattle Bridge, officiellement Jeanette Williams Memorial Bridge, est un pont à poutres en porte-à-faux qui sert de connexion principale entre West Seattle (Delridge) et le reste de la ville.
Il a été construit entre 1981 et 1984 après que le pont basculant précédent ait été jugé inutilisable à la suite de la collision du navire de charge Antonio Chavez en 1978.
Le pont enjambe les canaux est et ouest qui forment l'embouchure de la Duwamish River à la baie Elliott, traversant Harbor Island.
Le pont a été fermé en mars 2020 après que des dégradations d'usages sont apparues. Une réparation majeure est prévue mais retardée à cause de la pandémie de Covid-19.

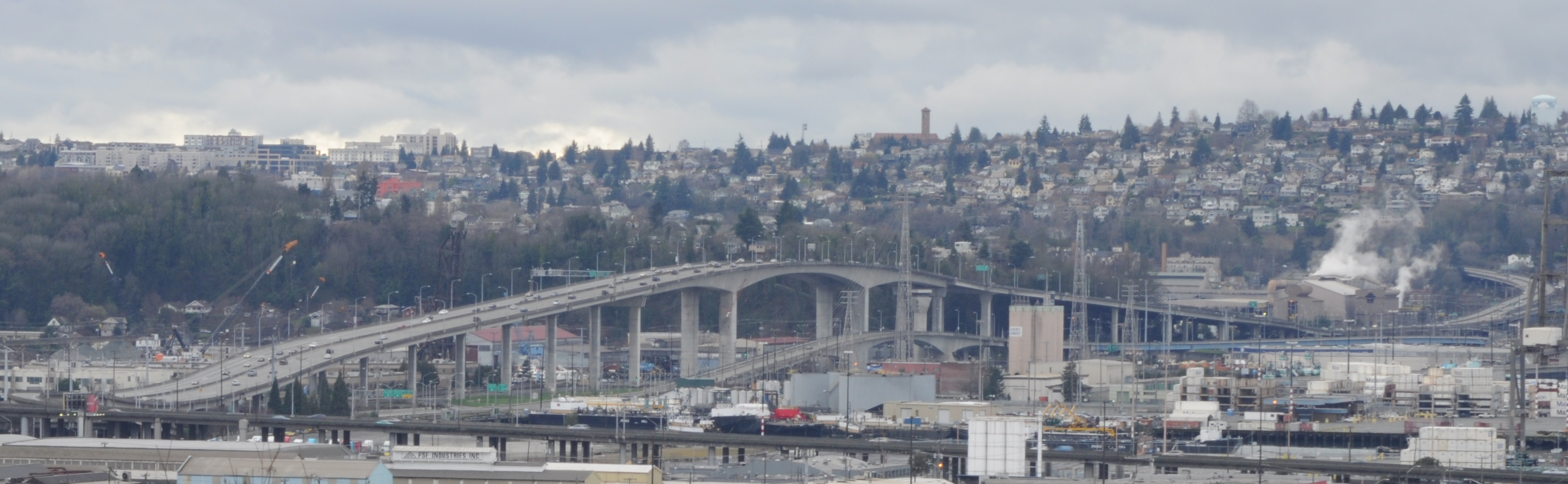
West Seattle Bridge en 2010.